# Geografia d'Àfrica

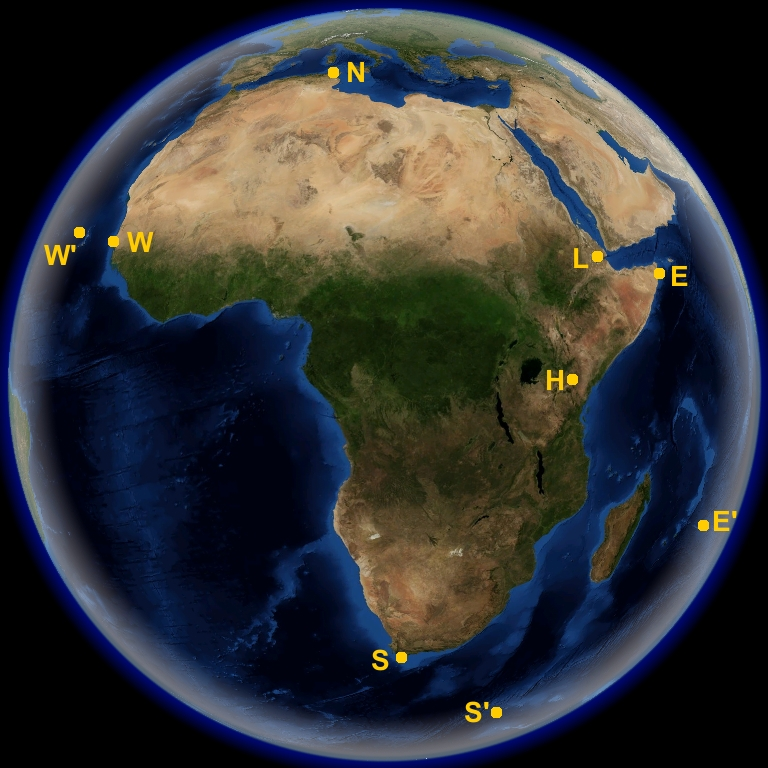
Punts extrems d'Àfrica

Àfrica es troba separada d'Europa pel mar Mediterrani Àsia en la seva extremitat nord-est per l'istme de Suez. No obstant això, ocupa una única placa tectònica, al contrari que Europa que comparteix amb Àsia la placa euroasiàtica.
L'altitud mitjana del continent és aproximadament de 600 metres per sobre del nivell del mar, semblant a l'elevació mitjana tant d'Amèrica del Nord com d'Amèrica del Sud, però considerablement inferior a la d'Àsia, 950 metres. En contrast amb altres continents, es caracteritza per la falta de zones extremadament altes o extremadament baixes. Les terres per sota dels 180 m ocupen una inusual petita part de la seva superfície, mentre que la cota més alta, no sols és molt més petita que la d'Amèrica del Sud o Àsia, sinó que l'àrea que supera els 3.000 metres és pràcticament insignificant.
Per regla general, els grans altiplans es troben a l'est i al sud, mentre s'observa una progressiva disminució de l'altitud cap a l'oest i el nord. A part de les terres baixes i de la serralada de l'Atles el continent pot dividir-se en dues regions, d'alts i de baixos altiplans. La línia divisòria aniria des de la meitat del mar Roig fins a uns 6 graus sud a l'oest.
Els punts geogràfics extrems d'Àfrica són els següents:
- Àfrica (incloses les terres insulars):
  - Punt més al nord: Sardafui
- Punt més al sud: cap Agulhas, Sud-àfrica
  - Punt més a l'oest: terme verd
  - Punt més a l'est: Guardafui
- Àfrica continental:
  - Punt més al nord: Cap Blanc
  - Punt més al sud: Cap Agulles
  - Punt més a l'oest: Cap Verd
  - Punt més a l'est: Cap de Hafun (Sota el terme Guardafui)
- Punts de major elevació:
  - Punt d'altitud màxima: Pic Uhuru, Kilimanjaro Tanzània, 5.895 m
  - Punt d'altitud mínima: Llac Assal, Djibouti, -155 m

Des del punt més septentrional, Ras ben Sakka, al punt més meridional, cap Agulhas, hi ha una distància d'aproximadament 8.000 km. Del punt més occidental, a la península de Cap Verd, a Ras Hafun hi ha una distància de prop de 7.400 km.
A més de pel mar Mediterrani, pel nord, Àfrica està banyada per les aigües de l'oceà Atlàntic a la seva costa occidental i per les de l'oceà Índic a la seva costa oriental. La línia de costa té un total de 26.000 km.
Principals ecosistemes: desert del Sàhara, Sahel africà, sabana sudanesa, selva del Congo, desert del Namib, desert del Kalahari, delta de l'Okavango, Grans llacs d'Àfrica, serra de Kenya, massís etíop i Gran Vall del Rift.
Principals illes i arxipèlags: arxipèlag de Madeira, arxipèlag de les illes Canàries, arxipèlag de Cap Verd, Bioko, Santo Tomé, Santa Helena, Madagascar, arxipèlag de les Mascarenyes, arxipèlag de Zanzíbar, arxipèlag de les Comores i arxipèlag de les Seychelles.
Els altiplans del sud i de l'est tenen una altura mitjana de 1.000 metres i rarament baixen dels 600 metres.
L'altiplà sud-africà es troba envoltat pel sud, est i oest per grans elevacions de terra que cauen ràpidament al mar.
Està connectat cap al nord-est amb un altre altiplà, lleugerament més elevat i amb algunes característiques diferents. El seu tret més sorprenent és l'existència de dues depressions en forma de línies, degudes principalment a l'enfonsament de segments complets de l'escorça terrestre, la part més baixa està ocupada per grans llacs. Cap al sud les dues línies convergeixen i donen lloc a una gran vall ocupada pel llac Malawi.

## Clima
El clima a l'Àfrica varia molt en funció del lloc on ens trobem, no és el mateix el clima del Marroc a la costa mediterrània que a l'atlàntica, que a l'interior, o que a la selva negra del Congo o a Sud-àfrica. Depenent de la regió on ens trobem, trobarem un clima més humit, sec, fred o tropical.
A l'Àfrica, quan parlem del clima, hem de distingir entre diverses regions o zones diferenciades, d'una banda, el clima mediterrani, de zones com el nord del Marroc, el nord d'Algèria, el nord de Líbia i el nord d'Egipte a més de Tunísia. Més al sud trobem el clima desèrtic, que trobem al centre i sud dels països abans esmentats, així com la sabana, i finalment, el clima oceànic del sud, en països com Sud-àfrica, amb temperatures subtropicals.